# Affinitätsmagnetische Separation
Die Affinitätsmagnetische Separation (AMS, auch Magnetische Affinitätsseparation genannt) ist ein Laborverfahren, mit dem Bakterien effektiv aus Körperflüssigkeiten oder Zellkulturen entfernt werden können. Es kann auch dazu verwendet werden, die Pathogenität von Blut, Nahrungsmitteln oder Fäkalien zu quantifizieren.
Ein weiteres Trennverfahren ist die immunomagnetische Separation (IMS), die für die Isolation eukaryotischer Zellen besser geeignet ist.

## Technik
Bakteriophagen erkennen ihre Wirte durch bakterienbindende Proteine an den Schwanzenden, die eine starke Affinität zu Proteinen oder Kohlenwasserstoffstrukturen auf der Wirtsoberfläche haben. Mit diesen Phagenproteinen beschichtete paramagnetische Kügelchen binden spezifische Zellkomponenten auf der Wirtsoberfläche und fangen dadurch diese Zellen ein (Phagenligand-Technologie).
Anschließend wird ein Magnet an der Außenseite des Testgefäßes angebracht, der die an die Kügelchen gebundenen Zellen anzieht und dadurch aufkonzentriert.